# Joseph Gerhard Zuccarini
Joseph Gerhard Zuccarini   (Múnic, 10 d'agost de 1797 - Múnic, 18 de febrer de 1848) va ser un botànic alemany, Professor de Botànica a la Universitat de Múnic. Treballà molt amb Philipp Franz von Siebold, en descriure les col·leccions de plantes del Japó, però també d'altres zones, incloent Mèxic. Siebold va escriure la seva Flora Japonica en col·laboració amb Zuccarini. L'obra va començar a publicar-se el 1835, però no es va completar fins després de la seva mort, acabada el 1870 per F. A. W. Miquel (1811–1871), director del Rijksherbarium de Leiden.

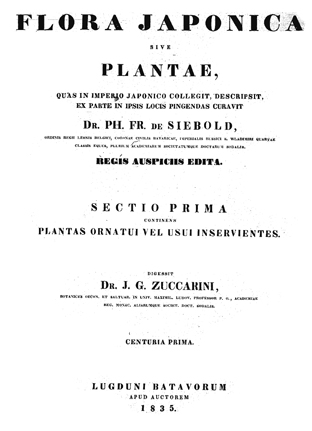
Obra de Joseph Gerhard Zuccarini

El gènere botànic Zuccarinia (Rubiaceae) l'honora i li va donar aquest nom Carl Ludwig Blume el 1827.

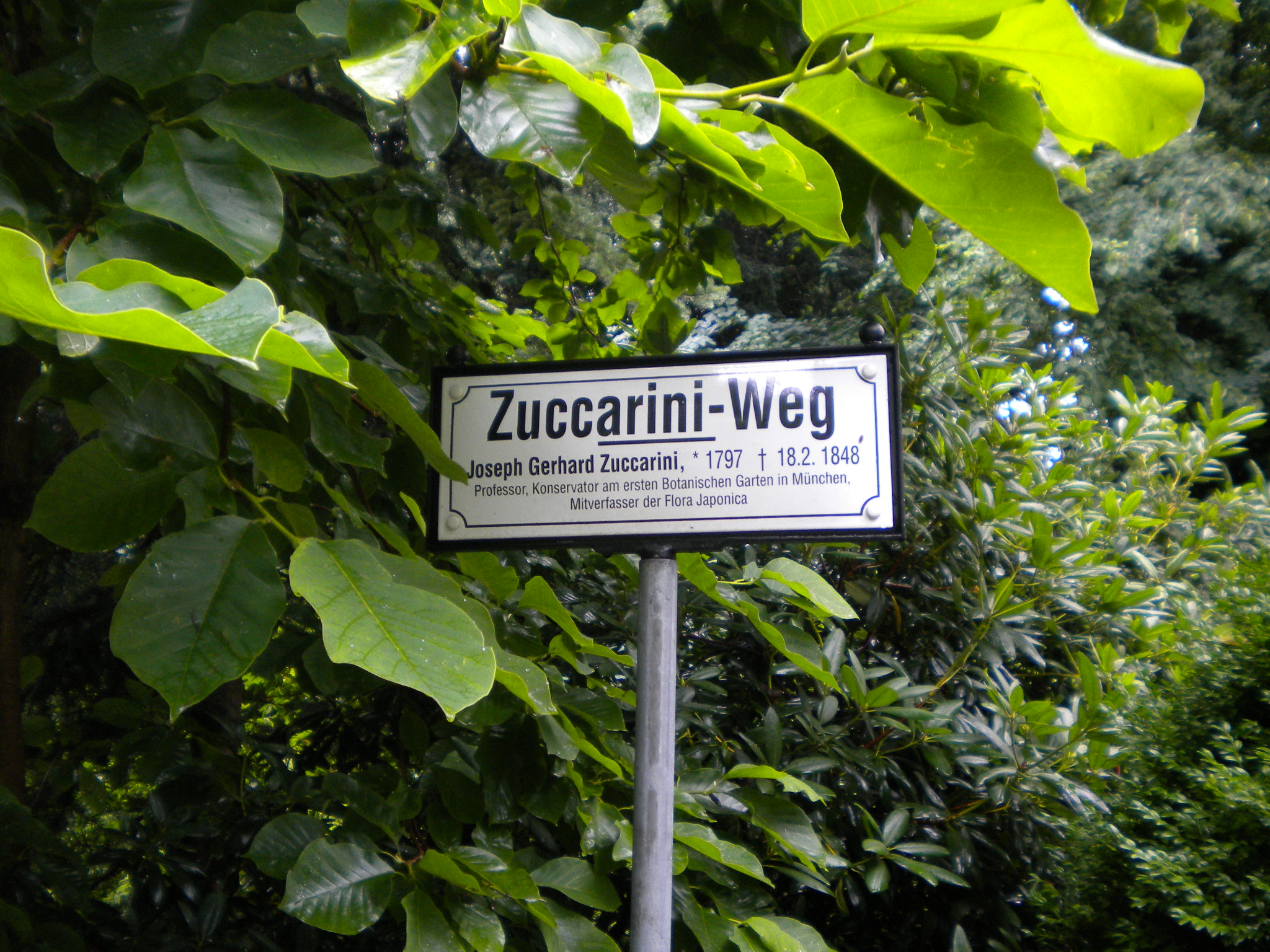